# Pass Me By
«Pass Me By» es el primer sencillo del álbum debut de la banda de pop-rock, R5, Louder (2013). Fue lanzado el 20 de agosto de 2013 digitalmente y fue relanzado el 24 de septiembre de 2013 físicamente con el resto de las canciones del álbum.

## Vídeo musical
El vídeo musical oficial se estrenó poco después del sencillo el 29 de agosto de 2013. Dirigida por Ryan Pallota y rodada en los arroyos, lagos y montañas de Malibu, el vídeo muestra a la banda – los hermanos Riker, Rydel, Rocky y Ross Lynch, junto con el baterista y amigo Ellington Ratliff – tocando "Pass Me By", mientras se divierten en las cascadas del cañón y piscinas. A medida que se va haciendo de noche y salen las estrellas, la banda cada uno encuentra un toque de romanticismo. También se incluyen tomas de la banda tocando sus instrumentos en un campo, mientras están divirtiéndose. Otra escena incluye a la banda con sus supuestos intereses amorosos, mientras cantan y se reúnen alrededor de una fogata.

## Recepción
Pass Me By ha recibido críticas generalmente positivas de los fanes y críticos por igual. Sugarscape alaba la canción y dice que es, "Una canción swoonsome eso es más pegadizo que la varicela". Musichel describió la canción como una, "canción acústico-pop pegadiza." J-14 talks about how, "The new tune is catchy, fun, and is the perfect song to end summer with!" elogios para el video musical incluye una declaración de Popstar Online quien dijo que "¡la cinematografía del vídeo es impresionante y Ross, Rydel, Rocky, Riker, y Ratliff todos se ven increíble!". Fanlala aprovechó la oportunidad para decirle a todos lo mucho que les encantó el video diciendo: "¡Bueno R5 nos impresionaron mucho, una vez más!" Disneydreaming.com said something similar about their love for the said video. Bop and TigerBeat También dice que, "¡Este video nos hace querer relajarnos en una fiesta de verano del lago lo antes posible!" y añadió que se trataba de un "video de verano que chisporrotea."